# Tropomiosina 3

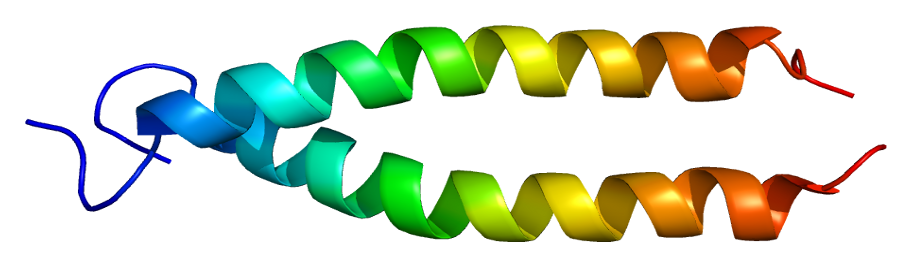
Estructura de la Tropomiosina 3

La cadena de tropomiosina alfa-3 es una proteína que en humanos está codificada por el gen TPM3.
Este gen codifica un miembro de la familia de las tropomiosinas de unión a actina involucrado en el sistema contráctil de los  músculos estriados y  lisos y el citoesqueleto de las células no musculares. 

## Estructura
Las tropomiosinas son dímeros con , estructura de bobina enrollada (coiled-coil) que se polimerizan de extremo a extremo a lo largo del surco principal en la mayoría de los  filamentos de actina.

## Función
Proporcionan estabilidad a los filamentos y regulan el acceso de otras proteínas que se unen a la actina. En las células musculares, regulan la contracción muscular mediante el control de la unión de las cabezas de miosina al filamento de Actina.
La mutación en este gen da como resultado una miopatía nemalínica autosómica dominante, y los oncogenes formados por translocaciones cromosómicas que involucran a este locus están asociados con el cáncer. Se han encontrado múltiples variantes de transcripción que codifican diferentes isoformas para este gen.